# رابرت اسمیت (بازیگر)
رابرت اسمیت (انگلیسی: Robert Smith؛ ‏ ۱۵ دسامبر ۱۹۱۲ – ۲۶ ژوئن ۲۰۰۱) بازیگر اهل ایالات متحده آمریکا بود.
از فیلم‌هایی که وی در آن‌ها نقش داشته‌است، می‌توان به برادر کوچولو اشاره نمود.